# NGC 2976
NGC 2976 je spiralna galaksija brez prečke v ozvezdju Velikega medveda. Njen navidezni sij je 10,8m. Od Sonca je oddaljena približno 3,6 milijonov parsekov, oziroma 11,62 milijonov svetlobnih let. Je članica Skupine M81 in leži 1° 20′ jugozahodno od Bodejeve galaksije M81.
Galaksijo je odkril William Herschel 8. februarja 1801 in jo katalogiziral kot H I.285.
Notranja struktura galaksije vsebuje več temnih področij in zvezdnih zgostitev v svojem disku. Galaksijo včasih razvrščajo kot Sdp, ker je njene spiralne težko zaznavati. Svetli notranji del tega diska ima določen rob. Ta popačenja se posledica gravitacijskih vplivov njene okolice.
- NGC 2976 slikana s HST.
- Zunanja področja galaksije NGC 2976.
- Infrardeča slika galaksije NGC 2976, slika SST
- UV-slika galaksije NGC, slika GALEX
- Ljubiteljska slika galaksije NGC 2976